# Ráksi
Ráksi is een plaats (község) en gemeente in het Hongaarse comitaat Somogy. Ráksi telt 517 inwoners (2001).